# Jaromierzyce
Jaromierzyce [jarɔmjɛˈʐɨt͡sɛ] (tiếng Đức: Bocksberg)  là một khu định cư ở khu hành chính của Gmina Ustronie Morskie, thuộc hạt Kołobrzeg, West Pomeranian Voivodeship, ở phía tây bắc Ba Lan. Nó nằm khoảng 4 kilômét (2 mi) phía nam của Ustronie Morskie, 14 km (9 mi) về phía đông của Kołobrzeg và 116 km (72 mi) về phía đông bắc của thủ đô khu vực Szczecin.
Trước năm 1945, khu vực này là một phần của Đức. Đối với lịch sử của khu vực, xem Lịch sử của Pomerania.